# Xã Etna, Quận Hardin, Iowa
Xã Etna (tiếng Anh: Etna Township) là một xã thuộc quận Hardin, tiểu bang Iowa, Hoa Kỳ. Năm 2010, dân số của xã này là 1.795 người.